# Курекиштеа (Њамц)
Курекиштеа (рум. Curechiștea) насеље је у Румунији у округу Њамц у општини Грумазешти. Oпштина се налази на надморској висини од 381 m.

## Становништво
Према подацима из 2002. године у насељу је живело 706 становника, од којих су сви румунске националности.